# Plateforme 10

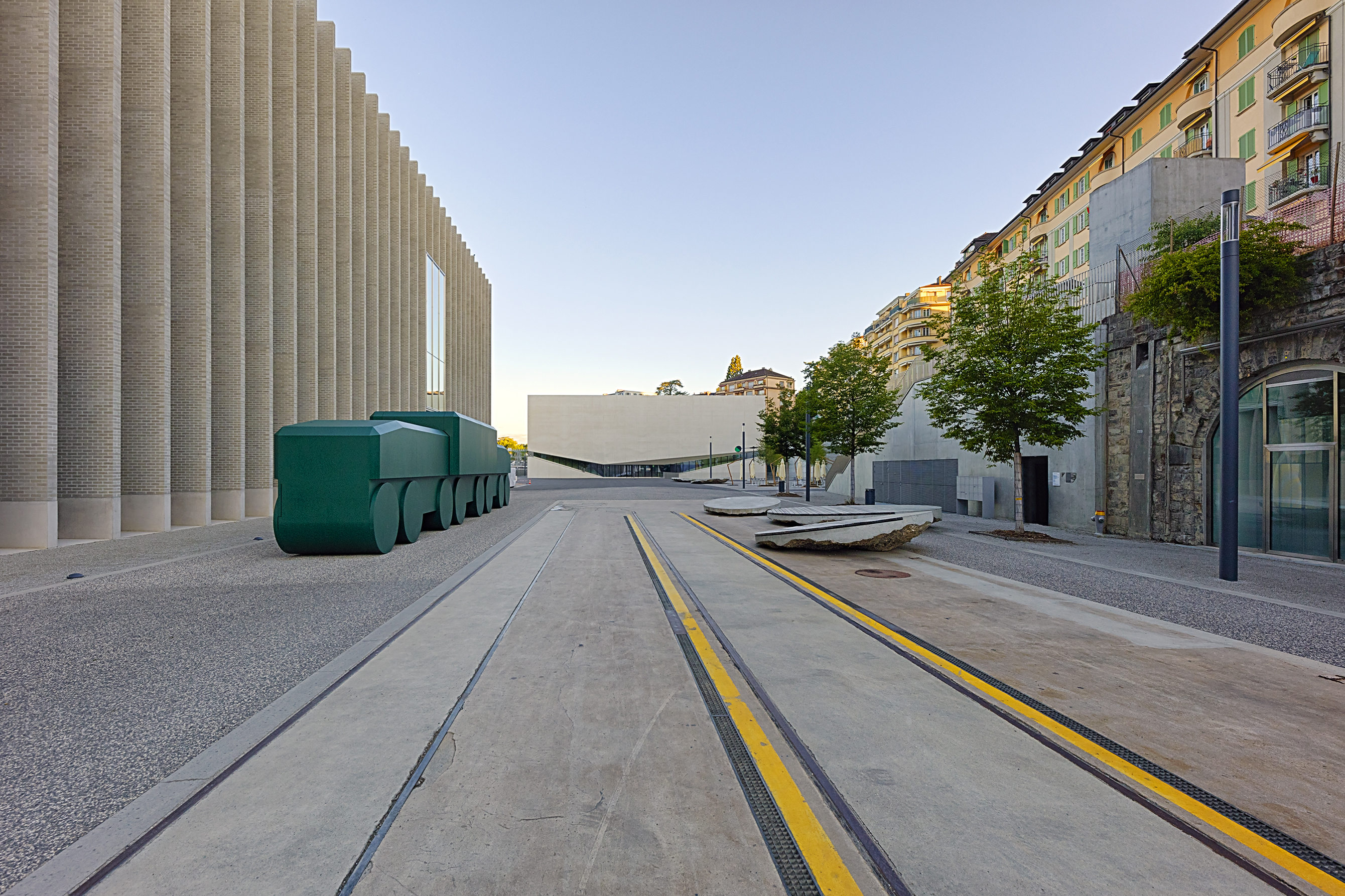
Esplanade d'accès.

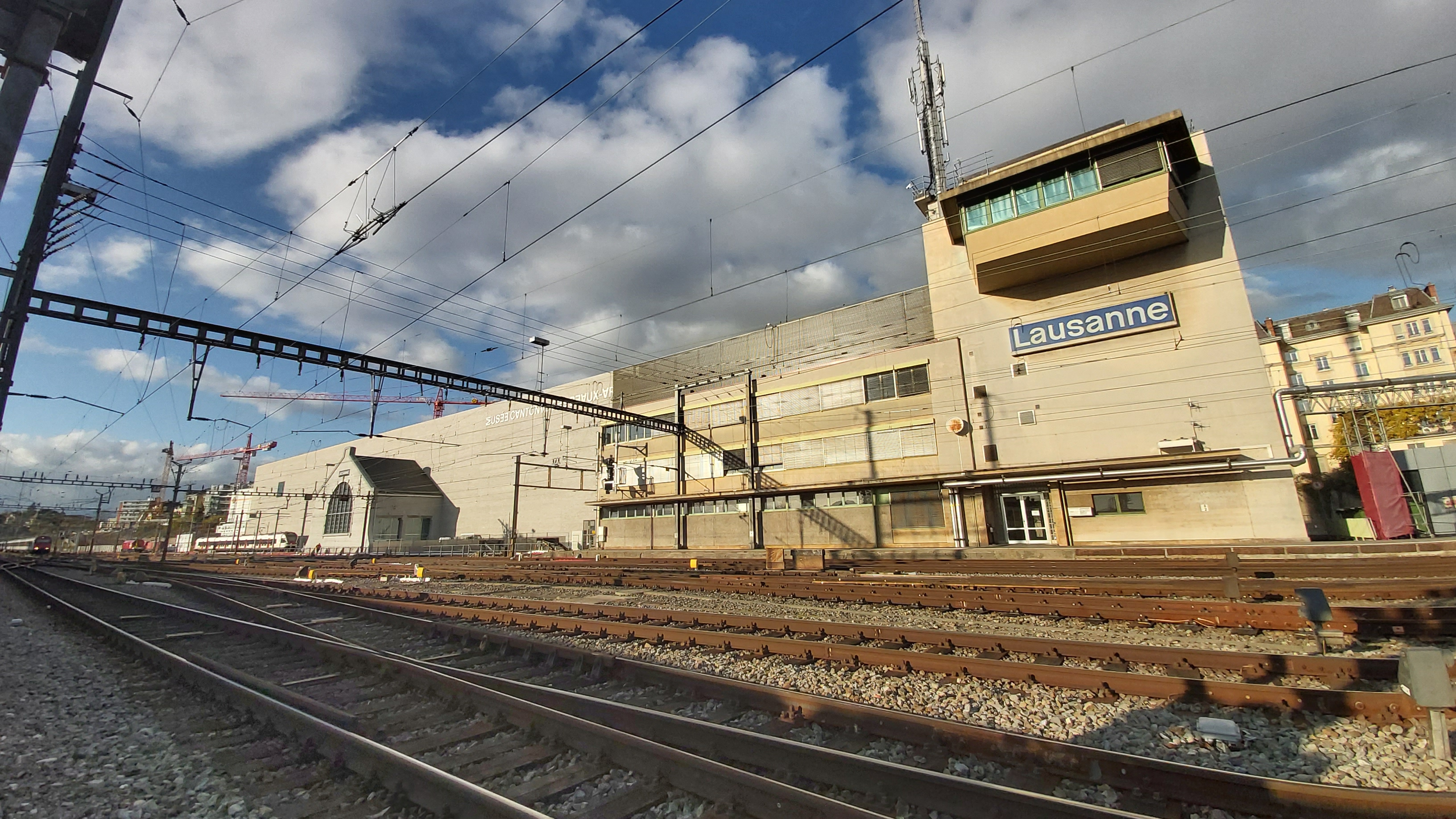
Plateforme 10 (gauche) et le poste directeur de la gare de Lausanne (droite)

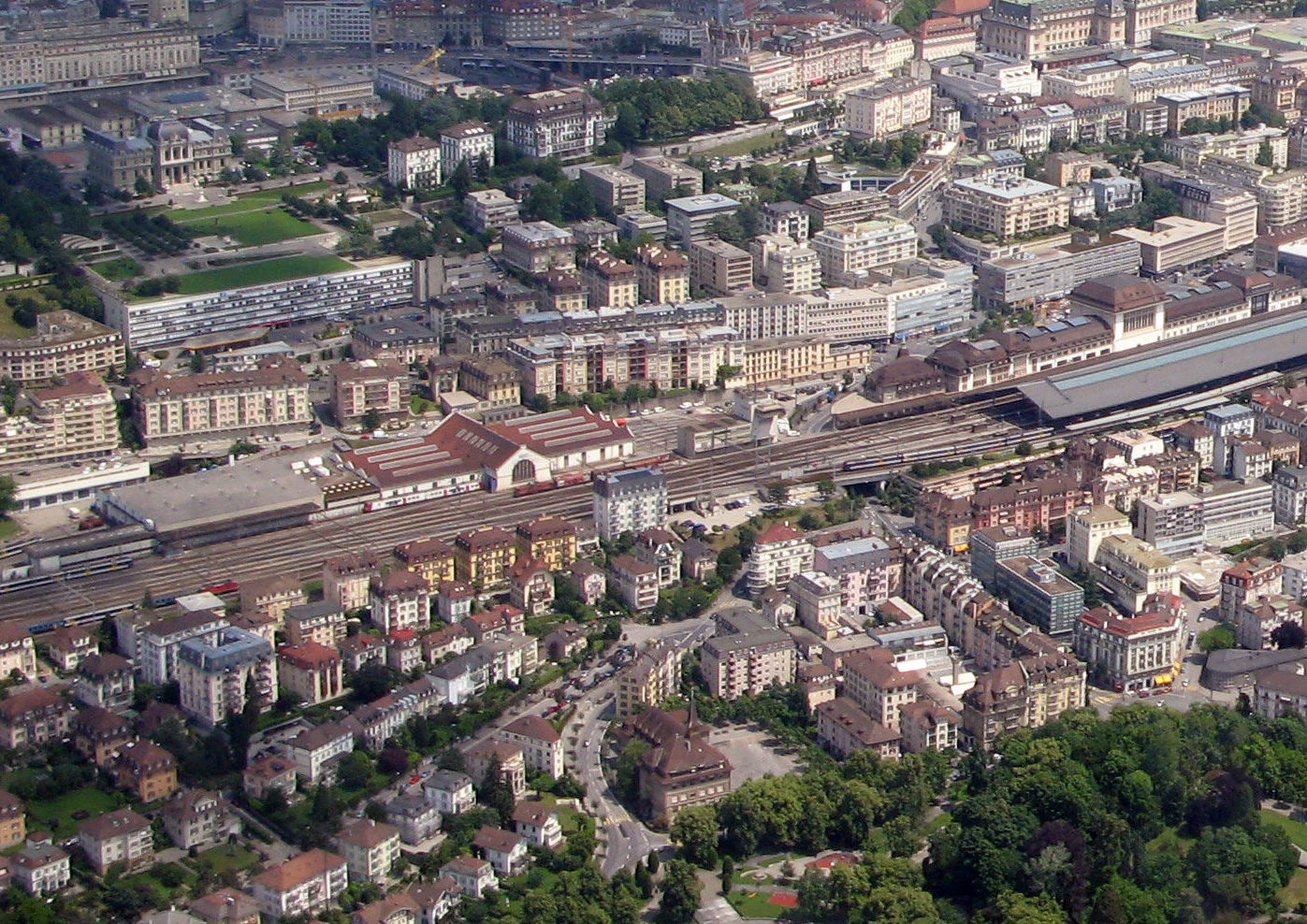
L'ancienne halle CFF (gauche) et la Gare de Lausanne (droite).

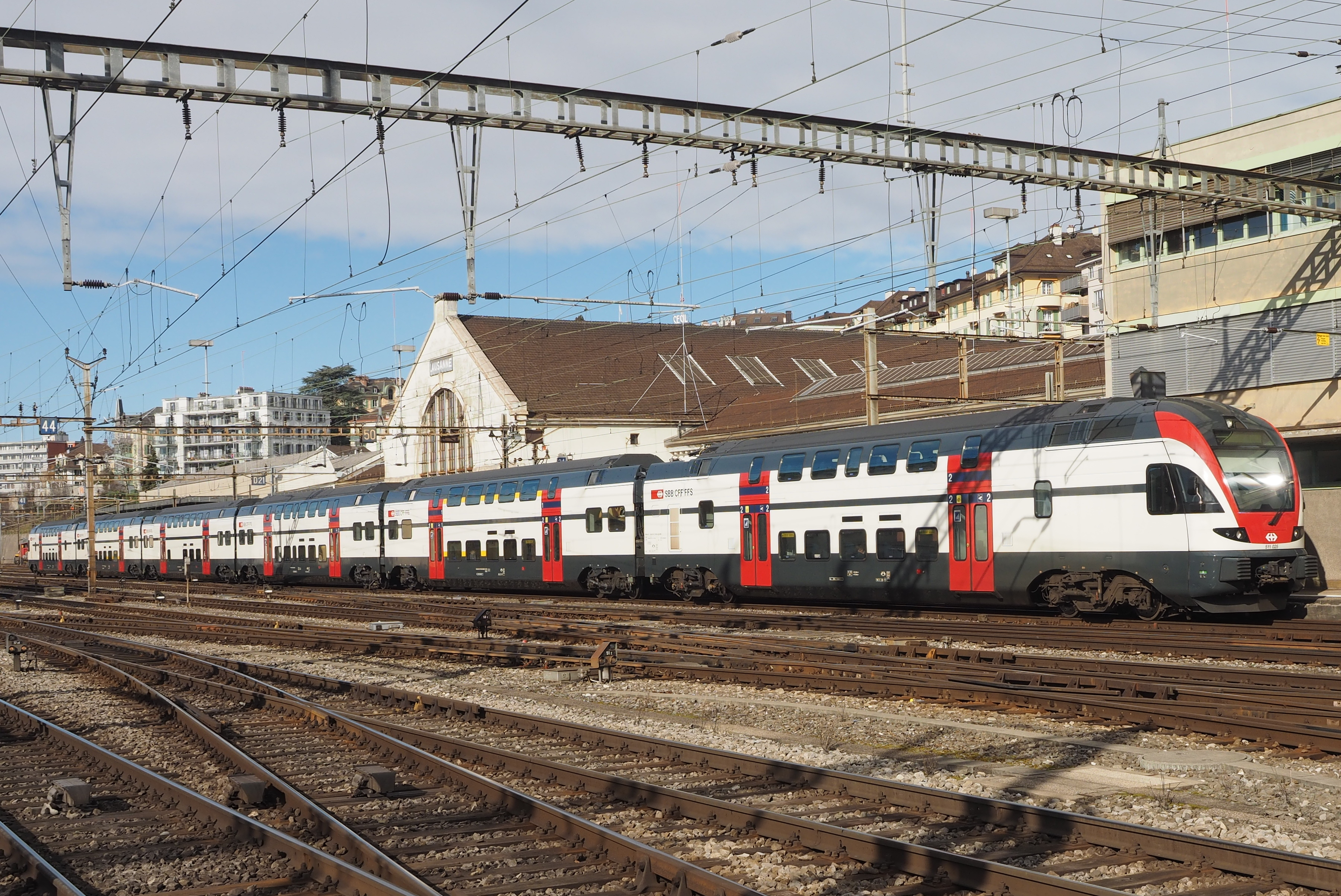
La halle CFF aux locomotives, site de Plateforme 10 avant le début des travaux.

Plateforme 10 est un quartier des arts situé à Lausanne, dans le canton de Vaud, en Suisse, regroupant le Musée cantonal des beaux-arts (MCBA), le Musée cantonal de la photographie (Musée de l’Élysée) et le Musée de design et d'arts appliqués contemporains (MUDAC).

## Contenu
Le projet Plateforme 10 regroupe sur un site unique les ressources de trois institutions, le Musée cantonal des beaux-arts de Lausanne, le Musée de design et d'arts appliqués contemporains (mudac), et le Musée de l'Élysée consacré à la photographie, ainsi que les collections de la Fondation Toms Pauli et de la Fondation Felix Vallotton.

### Musée cantonal des Beaux-Arts (mcb-a)
Le Musée cantonal des Beaux-Arts, fondé en 1841 par le peintre et mécène Marc-Louis Arlaud, est aujourd’hui dirigé par Bernard Fibicher depuis 2007. Sa collection compte près de 10 000 œuvres couvrant la période du XVIIIe siècle au post-impressionnisme, dont cinq fonds d’importance : Abraham-Louis-Rodolphe Ducros (1748-1810), Charles Gleyre (1806-1874), Théophile Alexandre Steinlen (1859-1923), Félix Vallotton (1865-1925), Louis Soutter (1871-1942). Une Fondation de droit public, présidée par Olivier Steimer, a pour mission de réaliser les objectifs stratégiques culturels du mcb-a et d’assurer sa bonne gestion.

### Musée de design et d'arts appliqués contemporains (mudac)
Anciennement Musée des arts décoratifs de la Ville de Lausanne, le Musée de design et d'arts appliqués contemporains (mudac) est dirigé par Chantal Prod’Hom depuis l’an 2000. Sa collection permanente compte quelque 3000 objets dont une collection d’art verrier contemporain unique en Europe. Actuellement propriété de la Ville de Lausanne, il évoluera en Fondation de droit public avant son déménagement à Plateforme 10.

### Musée de l'Élysée
Fondé en 1985 en tant que musée pour la photographie, le Musée de l'Élysée est dirigé par Nathalie Herschdorfer depuis 2022. Sa collection compte près d’un million de phototypes (tirages, négatifs, planches-contacts et diapositives ; plus de 20 000 livres ; une centaine d’albums), dont les fonds Nicolas Bouvier, René Burri, Charlie Chaplin, Marcel Imsand, Lehnert & Landrock, Ella Maillart, Sabine Weiss et Jan Groover. Actuellement musée cantonal et Fondation de droit privé, la structure du Musée de l'Élysée évoluera en Fondation de droit public avant son déménagement à Plateforme 10.

### Fondation Toms Pauli
La Fondation Toms Pauli a été fondée en l’an 2000. Elle est présidée par Eric Rochat, et dirigée par Giselle Eberhard Cotton. Ses missions principales sont d’étudier, de conserver et de mettre en valeur des collections d’art textile ancien et moderne, propriétés de l’État de Vaud. La fondation est installée dans le bâtiment du Musée cantonal des Beaux-Arts sur le site de Plateforme 10.

### Fondation Félix Vallotton
La Fondation Félix Vallotton a été fondée en 1998. Elle est présidée par Yves Noël. Il s’agit d’un centre d’excellence et d’expertise consacré à l’étude de la vie et de l’œuvre du peintre, graveur, illustrateur, dessinateur, écrivain et critique d’art suisse Félix Vallotton (1865–1925). Elle détient les archives de l’artiste. La Fondation est installée dans le bâtiment du Musée cantonal des Beaux-Arts sur le site de Plateforme 10.

## Histoire
Le 30 novembre 2008, les citoyens du canton refusent un crédit d’étude de 390 000 CHF destiné à finaliser un projet de Musée cantonal des Beaux-Arts à Bellerive (Lausanne), mettant ainsi fin à ce projet visant à créer un nouveau Musée cantonal des Beaux-Arts (mcb-a). À la suite de ce refus, les trois conseillers d'État Anne-Catherine Lyon, Pascal Broulis et François Marthaler lancent une procédure de consultation afin de choisir un nouveau site pour le musée.

### Phase 1
Le 30 septembre 2009, après avoir examiné 11 candidatures recevables, le Conseil d'État annonce avoir retenu le site des halles aux locomotives CFF, terrain de 25 000 m2 situé à côté de la gare de Lausanne, précédemment utilisés pour des entreps ferroviaires, comme lieu d'implantation du futur musée. Le Grand Conseil vote un crédit d'étude de 13,87 millions CHF en juin 2010, permettant la mise en place d'un concours d'architecture et d'un concours d'idée pour le futur bâtiment du Musée cantonal des Beaux-Arts et l'aménagement d'un pôle culturel pouvant également accueillir, à terme, le Musée de design et d'arts appliqués contemporains (mudac) ainsi que le Musée de l'Élysée[réf. souhaitée]. Le concours de projets et concours d’idées « Pôle muséal et culturel – Nouveau Musée cantonal des Beaux-Arts » engendre l’envoi de 136 candidatures provenant de 16 pays. 18 bureaux sont sélectionnés pour participer au concours. Le lauréat de ce concours, annoncé le 9 juin 2011, est le studio d'architecture Estudio Barozzi Veiga, constitué par l'Italien Fabrizio Barozzi et l'Espagnol Alberto Veiga.
Le 5 octobre 2011, un préavis communal permet à la Ville de Lausanne d'acquérir les parcelles des halles CFF aux locomotives par le biais d'un échange de terrains avec les CFF[réf. souhaitée]. Du 24 août au 24 septembre 2012, le Plan d’affectation cantonal est mis à l'enquête publique. Des oppositions puis des recours liés notamment à la démolition prévue de l'ancien dépôt des locomotives (classé en note 2 du recensement architectural) sont déposés dans le cadre de cette procédure, mais ces dernier sont rejetés par le Tribunal cantonal puis le Tribunal fédéral. Le Plan d'affectation cantonal, entérinant l'affectation culturelle du site, entre en force le 8 octobre 2014.
Le 18 décembre 2013, le Conseil d'État transmet au Grand Conseil un exposé des motifs accordant un crédit d'ouvrage pour la construction du mcb-a et le réaménagement des arcades, un crédit d'études pour les nouvelles constructions du mudac et du Musée de l'Élysée et un programme complémentaire, ainsi qu'un crédit pour l'étude de l'avenir du Palais de Rumine. Le Grand Conseil adopte ces crédits en mars 2014, par 105 « oui, aucun « non » et 7 abstentions. À la suite de la mise à l’enquête du futur bâtiment du mcb-a, la Ville de Lausanne reçoit 186 oppositions en date du 26 juin 2014. Deux recours relatifs à la levée des oppositions sont déposés auprès de la Cour de droit administratif et de droit public du canton de Vaud. Le Tribunal cantonal lève ces deux recours le 21 mai 2015. À la suite de cette décision, un recours est déposé auprès du Tribunal fédéral. Le 24 décembre 2015, le Tribunal fédéral rejette le recours relatif à l’autorisation de démolir les bâtiments existants sur le site des halles aux locomotives et à la construction du nouveau mcb-a.
Entre-temps, la Ville de Lausanne met en œuvre la convention d’échange foncier du 5 octobre 2011 via un octroi de droit distinct et permanent de superficie à l’État de Vaud pour une durée de 100 ans en vue de la construction du mcb-a. Le chantier démarre en février 2016. La cérémonie de pose de la première pierre du bâtiment a lieu le 6 octobre 2016.

### Phase 2
L’appel à candidature pour le concours d’architecture concernant la deuxième phase du projet de pôle muséal s’ouvre le 9 janvier 2015. 149 bureaux d’architecture montrent leur intérêt pour concevoir les futurs bâtiments du mudac et du Musée de l’Élysée. Après examen des dossiers, le jury sélectionne 21 candidatures, présentées par des équipes composées de bureaux établis dans 9 pays. Le 5 octobre 2015, le jury du concours désigne comme lauréat le projet « Un musée, deux musées », des architectes portugais Manuel et Francisco Aires Mateus,.
Le 8 février 2017, le Conseil d'État transmet au Grand Conseil un exposé des motifs accordant un crédit d’ouvrage pour la construction du bâtiment abritant le mudac et le Musée de l'Élysée ainsi que pour le programme complémentaire, et instituant le Conseil de direction de Plateforme 10. Le Grand Conseil l'adopte à la quasi-unanimité le 9 mai 2017.
Le 30 août 2017, la Ville de Lausanne octroie via un préavis communal un droit distinct et permanent de superficie en faveur de l’État de Vaud sur le site des anciennes halles CFF en vue de la construction du bâtiment destiné à accueillir le mudac et le Musée de l'Élysée ainsi que de la réalisation du programme complémentaire et des aménagements extérieurs prévus dans le cadre du projet Plateforme 10. Elle alloue également un montant de 20 millions CHF à titre de participation à la construction du bâtiment qui accueillera le mudac et le Musée de l'Élysée, y compris les frais de déménagement des collections du mudac, et prend acte du transfert du mudac et de son personnel au sein d’une nouvelle fondation cantonale de droit public. Le chantier du bâtiment abritant le mudac et le Musée de l'Élysée démarre le 1er juin 2018.

### Préfiguration
En préfiguration de l’ouverture du site de Plateforme 10, plusieurs événements sont organisés. En juin 2015, « Objectif Gare ! » offre un parcours artistique événement de 21 étapes différentes menant au futur site Plateforme 10. L’événement, rassemblant près de 30 000 personnes, proposait expositions, installations, interventions urbaines, performances ainsi que de multiples activités comme des ateliers de dessin, de médiation culturelle, des ateliers-expositions de photographie ou de design, des visites gratuites, des propositions musicales.
En 2016, à la demande des trois musées de Plateforme 10, l’artiste suisse Augustin Rebetez présente à artgeneve puis aux Rencontres d’Arles l’œuvre « Musée carton ».
Le projet Plateforme 10 est présenté lors de différents événements nationaux et internationaux, comme à la Biennale de Venise lors de la conférence « Experiencing the Museum » le 28 mai 2016 ou à la Casa dell’Architettura à Rome lors du cycle de conférences « Architecture contemporaine en Suisse, nouveaux musées et centres culturels » le 8 novembre 2016.
Depuis octobre 2016, Plateforme 10 organise un cycle de films intitulé « Le musée au cinéma en collaboration avec la Cinémathèque suisse.
Du 26 au 28 avril 2018, Plateforme 10 organise le colloque international « Le Musée au défi. Quels rôles pour l’innovation numérique ? » afin d’imaginer le rôle de l’innovation numérique au sein des 3 musées du futur quartier des arts.
Le 2 juin 2018, une visite de chantier du mcb-a et du site de Plateforme 10 attire 1500 visiteurs.

### Ouverture
Le mcb-a ouvre ses portes dans son nouveau bâtiment en octobre 2019. En raison de la pandémie de covid-19, il connaît plusieurs périodes de fermeture temporaire en 2020 et 2021. En parallèle, la fondation Plateforme 10 est établie pour gérer le quartier et les trois musées qui le composent. Patrick Gyger en est nommé directeur général et prend ses fonctions au 1er janvier 2021.
Le nouveau bâtiment destiné au mudac et à Photo Elysée est présenté au public lors de portes ouvertes en novembre 2021, puis est inauguré, en même temps que l'ensemble du quartier des arts, en juin 2022,. Plateforme 10 revendique 350'000 visites sur son site en 2023.

## Financement
Les investissements totaux pour les trois musées et le programme complémentaire est de près de 183,5 millions CHF (83,5 millions CHF phase 1 + 100 millions CHF phase 2),. Le financement du projet est basé sur un partenariat public-privé. Ces investissements se répartissent entre le canton de Vaud, la Ville de Lausanne et une part importante de mécènes et sponsors.
| Coût total          | 83,5 millions CHF |
| ------------------- | ----------------- |
| Canton de Vaud      | 44,5 millions CHF |
| Ville de Lausanne   | 5 millions CHF    |
| Partenariats privés | 34,5 millions CHF |

| Coût total          | 100 millions CHF |
| ------------------- | ---------------- |
| Canton de Vaud      | 40 millions CHF  |
| Ville de Lausanne   | 20 millions CHF  |
| Partenariats privés | 40 millions CHF  |

## Architecture

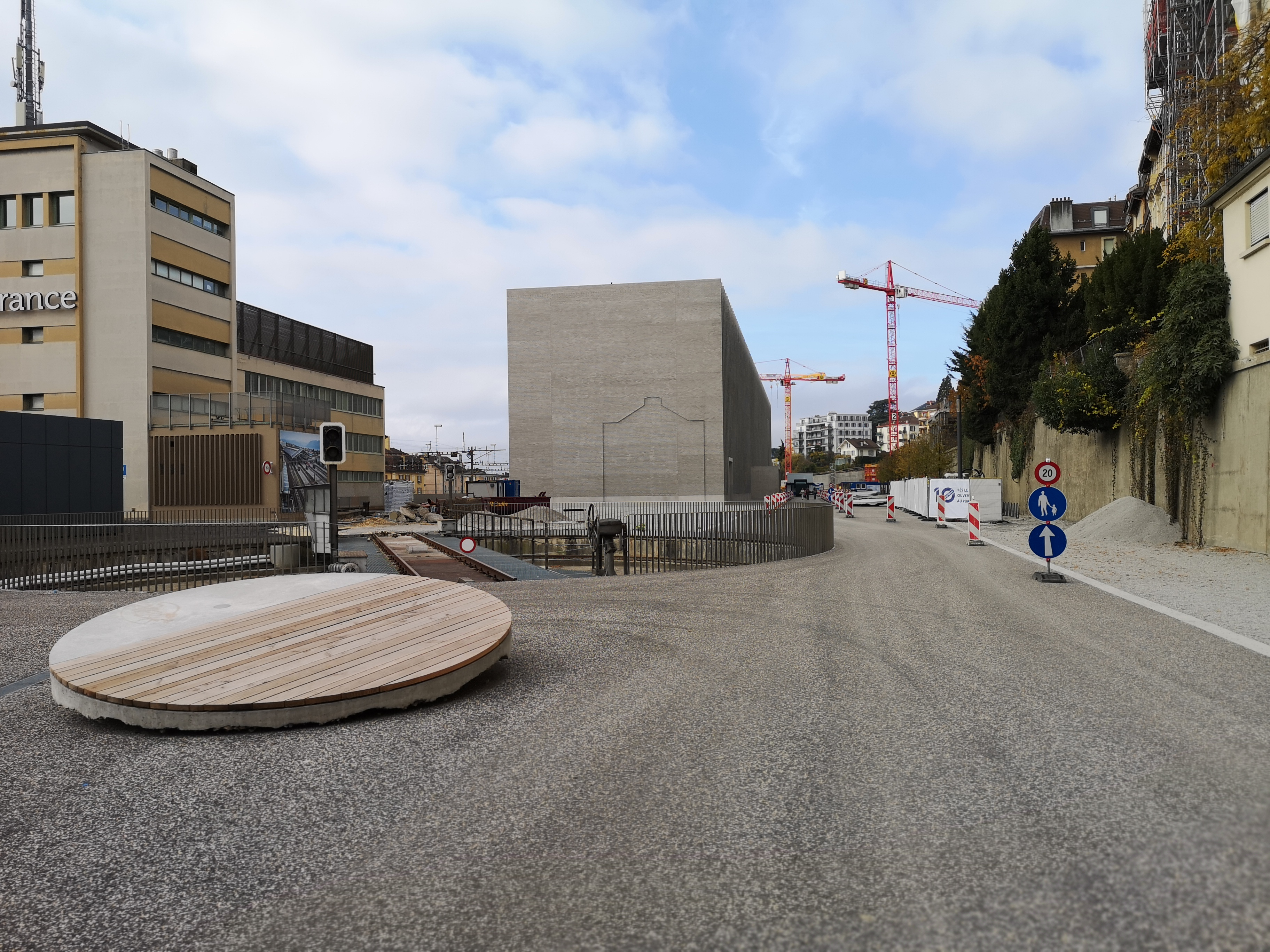
Le site de Plateforme 10 en 2019, avec le bâtiment du Musée cantonal des beaux-arts au centre.

### Musée cantonal des beaux-arts
Le projet lauréat, conçu par les architectes Estudio Barozzi Veiga (Barcelone), reprend l’emplacement des anciennes halles aux locomotives CFF, tout en maintenant le pignon de la nef centrale de ce bâtiment historique. Moins long que l’assemblage des bâtiments précédents (145,7 mètres), il est surtout deux fois moins large (22 mètres), libérant ainsi une véritable esplanade bordée, au nord, par une série d’arcades. Traversant longitudinalement le site, il intègre certains éléments patrimoniaux du site comme les rails et l’ancienne plaque tournante, et ouvre une perspective conduisant de la gare, à l’est, au bâtiment du mudac et du Musée de l'Élysée à l’ouest. Le sous-sol est destiné aux réserves, locaux techniques et espaces de stockage. Le rez-de-chaussée, ouvert sur la nouvelle place publique, accueille tous les services tels que restaurant, auditoire, librairie-boutique, espace de médiation, bibliothèque et espace « projets ». Le hall d’entrée intègre la nef de la halle historique et permettra de distribuer les flux des visiteurs tant horizontalement que verticalement. Les espaces dédiés aux œuvres seront sur deux niveaux. La salle d’exposition permanente de 1750 m2, et celle des expositions temporaires sur 1470 m2, sont superposées de manière à pouvoir disposer tant de salles « basses » que de salles « hautes », respectivement à 4,5 et 5,5 mètres de hauteur de plafond.

### Mudac et Musée de l'Élysée
Le lauréat du projet « Un musée, deux musées », destiné à accueillir le mudac et le Musée de l'Élysée (photographies), est l’agence portugaise Aires Mateus. Le projet réunit en un seul volume les deux musées répartis de part et d’autre de l’entre deux lumineux signalant l’entrée commune. Un espace d’accueil prolongeant la place publique marque le point de départ des accès respectifs au Musée de l'Élysée et au mudac. Il comprend également la billetterie, la librairie et le restaurant communs aux deux musées. Les deux plateaux d’exposition permettent de doubler les espaces actuellement à disposition de chacun des musées dans leurs sites historiques. De même dimension pour les deux institutions (1500 m2), ils offrent des espaces permettant de déployer les présentations des collections et des expositions temporaires. « Le musée qui réclame de la lumière [celui du design] s’ouvre vers le ciel, et celui qui n’en nécessite pas [celui de la photo] s’enfonce dans le sol ».

### Programme complémentaire et accès
En complément aux trois musées, la réhabilitation des arcades et le programme complémentaire ont pour objectif de développer une zone de promotion culturelle et de services donnant vie à un véritable quartier de la culture. Les différents espaces constituant Plateforme 10 seront desservis d’un côté par la Place de la Gare à l’est, et de l’autre par un cheminement de mobilité douce reliant l’Avenue Marc-Dufour à l’ouest. Cet itinéraire s’inscrit dans le plan directeur communal de la Ville de Lausanne, ainsi que dans le plan d’agglomération Lausanne Morges.

## Intervention artistique
Le Règlement concernant l’intervention artistique sur les bâtiments de l’État de Vaud, prévoyant que pour tous les bâtiments construits par l’État, un montant proportionnel au coût de construction soit réservé pour une intervention artistique, un concours a été organisé pour l’intervention artistique sur le site de Plateforme 10.
Le 9 décembre 2016, un jury présidé par l’architecte cantonal Emmanuel Ventura annonce les 21 candidatures retenues (parmi 73 candidatures déposées) pour imaginer cette intervention artistique. Le 10 mai 2017, les artistes Olivier Mosset et Xavier Veilhan sont désignés lauréats du concours avec le projet « La Crocodile ». Il s’agit d'une sculpture monumentale en métal peint inspirée de la mythique locomotive Crocodile. La sculpture cheminera sur le site au gré de l’évolution du chantier et de l'ouverture du mcb-a puis du bâtiment qui abritera le Musée de l’Élysée et le mudac.

## Identité visuelle
Initialement appelé « Plate-forme pôle muséal », le projet de quartier des arts prend le nom de Plateforme 10 à la suite d’un concours auquel 8 graphistes ont été conviés afin de repenser l’identité du site. Le 23 mai 2016, la nouvelle identité, conçue par Régis Tosetti, graphiste diplômé de l’Ecole cantonale d'art de Lausanne, en collaboration avec Simon Palmieri, graphiste et directeur artistique diplômé de l’École de design de Bâle, est révélée au public. L’identité de Plateforme 10 offre un lien avec le passé du site et le voisinage de la gare de Lausanne. Le logo s’inspire de la plaque tournante qui distribuait les locomotives, élément patrimonial appelé à être conservé. Le nombre 10 est une référence directe aux neuf voies actuelles de la gare de Lausanne. Ces deux éléments assemblés forment un signe distinctif dont la transcription physique est visible pour celles et ceux qui découvrent Lausanne depuis le ciel, par exemple via Google Earth. Le terme « plateforme » offre quant à lui, outre sa parenté au langage ferroviaire, une référence directe au projet culturel qui vise à développer à Lausanne une véritable plateforme artistique, pluridisciplinaire et ouverte sur le monde.